# Tossal de l'Orpí
El Tossal de l'Orpí és una muntanya de 457 metres que es troba al municipi de Torrefeta i Florejacs, a la comarca catalana de la Segarra.